# Купоне (Потенца)
Купоне (итал. Cupone) је насеље у Италији у округу Потенца, региону Базиликата.
Према процени из 2011. у насељу је живело 20 становника. Насеље се налази на надморској висини од 756 м.